# Boms
Boms település Németországban, azon belül Baden-Württembergben. Lakosainak száma 727 fő (2023. december 31.). Boms Altshausen és Ebenweiler községekkel határos.

## Népesség
A település népessége az elmúlt években az alábbi módon változott:
| Lakosok száma | 446  | 448  | 444  | 427  | 432  | 476  | 576  | 596  | 614  | 727  |
|               | 1961 | 1967 | 1974 | 1980 | 1986 | 1993 | 1999 | 2005 | 2012 | 2023 |